# Focal-JMLab
Focal-JMLab — французская частная компания, владелец торговых марок аудиотехники Focal и Focal Professional.
Компания основана в 1979 году в г. Сент-Этьен аудиоинженером Жаком Маулем (Jacques Mahul). До основания Focal-JMLab Жак Мауль занимал пост главного разработчика компании Audax[fr], в то время — крупнейшего французского производителя электроакустической продукции. 
Составная часть названия «JMLab» означает «Jacques Mahul’s Laboratory», то есть «Лаборатория Жака Мауля» и отражает историю развития и философию компании. 
Первоначально разработка и производство продукции велись в принадлежащей отцу Жака Мауля лаборатории высокоточной механики. Однако и после переезда в новый головной офис общей площадью 12,5 тыс. кв.м. в том же городе, название «Лаборатория» решено было сохранить для подчеркивания инновационного характера и уровня технологий выпускаемой продукции.
Первой продукцией компании стали домашние акустические системы JMLab, а также отдельные динамики Focal, предлагавшиеся сторонним производителям домашних акустических систем.
В настоящее время Focal-JMLab является крупнейшим производителем акустических систем во Франции, входит в этой сфере электроники в Top 3 в Европе и Top 10 — в мире. Продукция компании поставляется в 80 стран мира.
Основные производственные мощности для динамиков и акустических систем находятся в головном офисе компании в г. Сен-Этьен. Также Focal-JMLab принадлежат заводы по производству корпусов акустических систем, расположенные в Бурбон-Ланси и По (Франция).
В 2011 году произошло слияние Focal и британской Naim Audio в Vervent Audio Group (ранее, обе компании сопротивлялись глобальному перемещению производства в Китай и сохранили производственные мощности в своих странах); теперь объединение имеет крупнейшую сеть дистрибуции во многих странах.

## Продукция
В настоящее время Focal-JMLab разрабатывает и производит аудиопродукцию трех основных сфер применения:
- Домашние акустические системы под маркой Focal (ранее именовались JMLab), предназначенные для высококачественного стереофонического или многоканального звуковоспроизведения. В ассортимент домашней аудиопродукции также входят компактные аудиосистемы оригинального дизайна, в том числе ориентированные на использование с персональным компьютером и плеерами Apple iPod/iPhone;
- Автомобильные акустические системы, сабвуферы и усилители под маркой Focal;
- Профессиональные контрольные мониторы и сабвуферы под маркой Focal Professional для студий звукозаписи и домашних студий.

Отдельные динамики Focal продолжают поставляться сторонним производителям домашних акустических систем, однако это направление сейчас составляет очень малую долю в деятельности компании.
- АС Grande Utopia — созданы в 1995 году; в 2008 году выпущены в третьем поколении.[4]

## Ключевые фигуры
- Жак Мауль — Президент и основатель компании.
- Жерар Кретьен (Gerard Chretien) — Вице-президент, руководитель направления домашней и профессиональной аудиотехники.
- Ги Бонневиль (Guy Bonneville) — руководитель направления автомобильной аудиотехники.

## Награды и достижения
- Награда EISA за лучшие автомобильные акустические системы 2003—2004, за Focal Polyglass 165 V2[5]
- Награда EISA за лучшие автомобильные акустические системы 2005—2006, за Focal Utopia Be kit No.6[5]
- Награда CES Innovations Design and Engineering Award в категории «Автомобильная аудиотехника» 2006 г., за акустические системы Focal Utopia Be kit No.7[6]
- Награда EISA за лучшие домашние High-End акустические системы 2009—2010, за Focal Diablo Utopia[7]

## Галерея

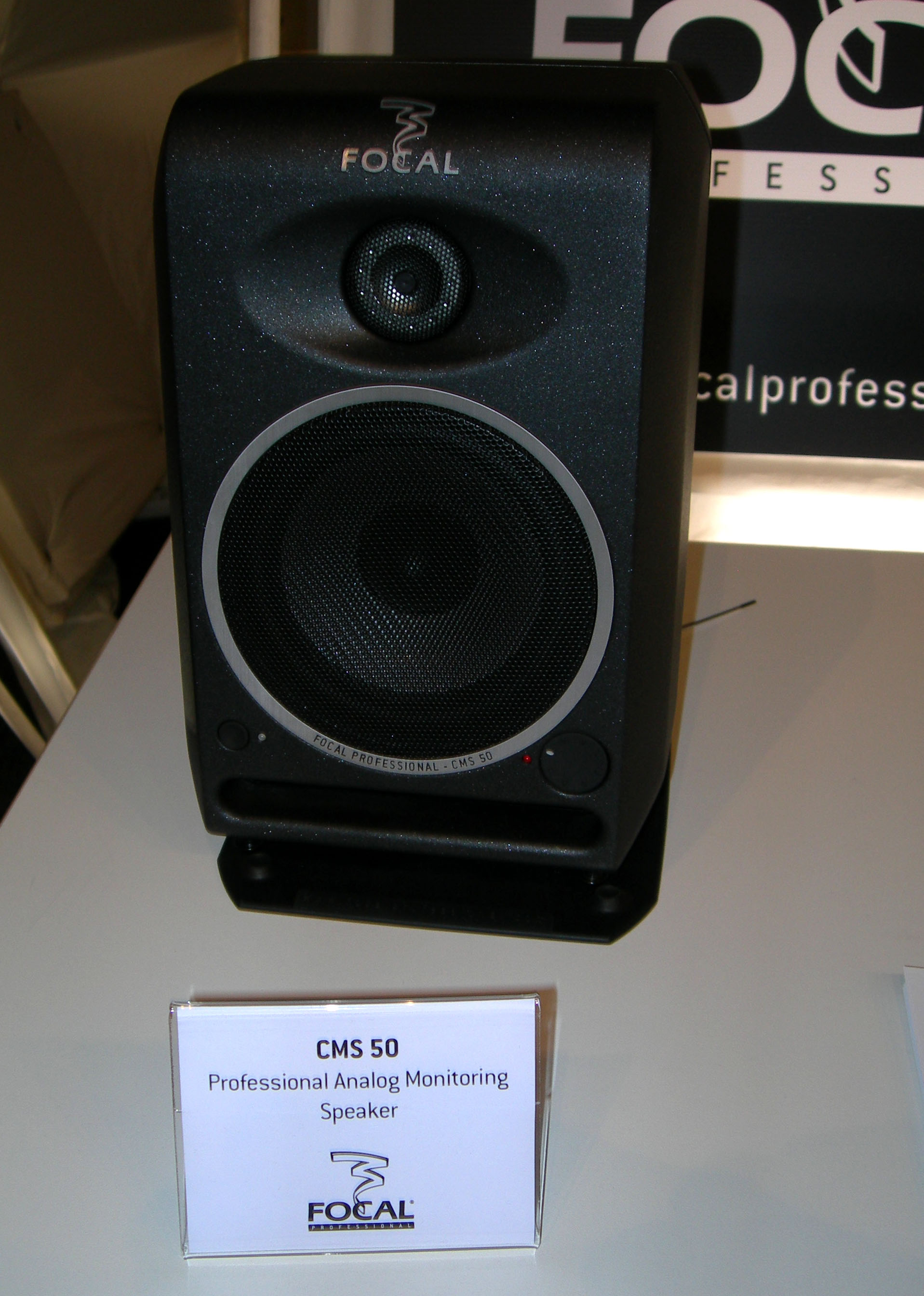
Focal CMS 50 на IBC 2008
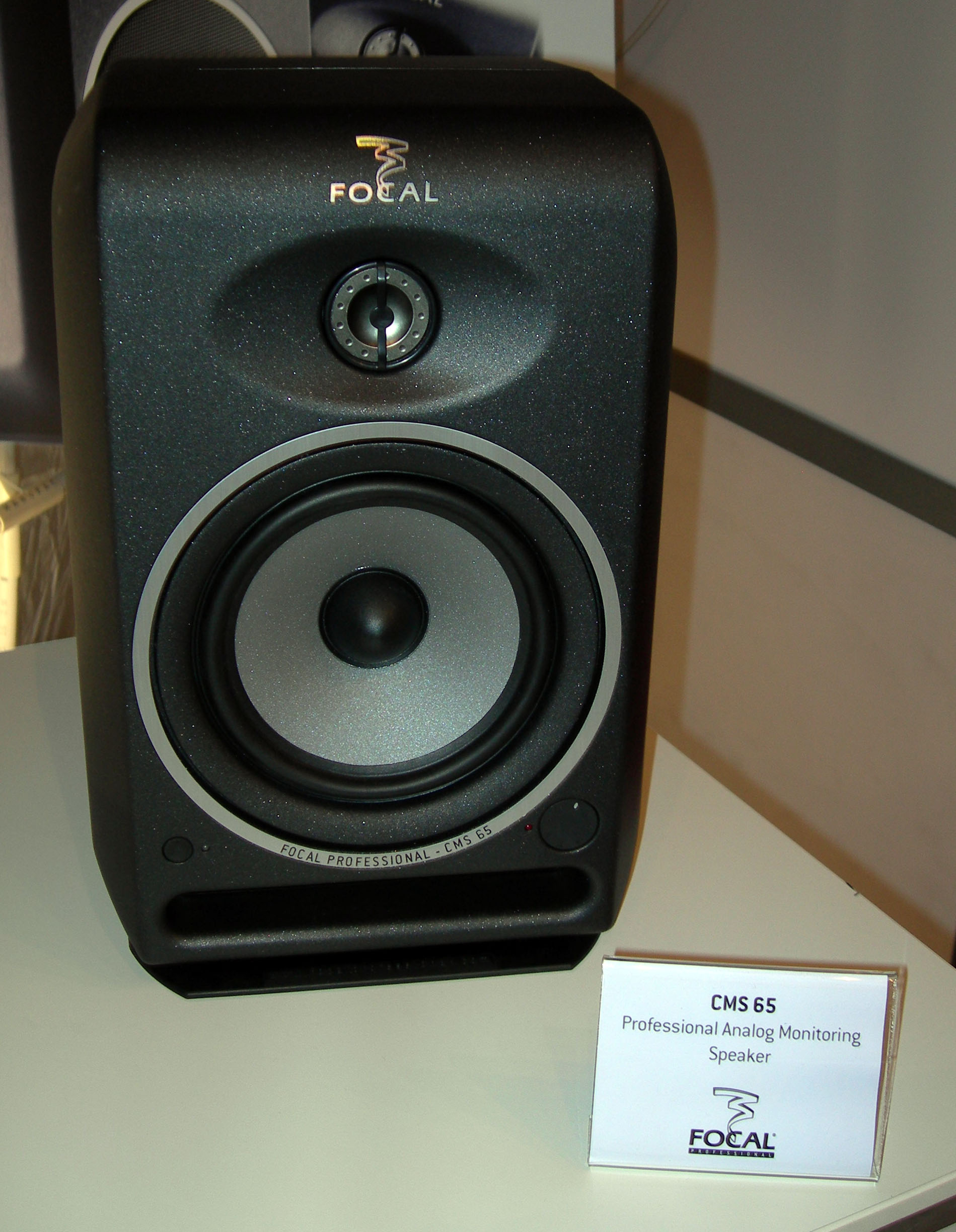
Focal CMS 65 на IBC 2008